# Bistum Benguela
Das Bistum Benguela (lateinisch Dioecesis Benguelensis, portugiesisch Diocese de Benguela) ist eine römisch-katholische Diözese mit Sitz in Benguela an der Atlantikküste Angolas.

## Geschichte
Das Gebiet des Bistums wurde am 6. Juni 1970 aus dem Bistum Nova Lisboa herausgetrennt. Es gehört seit 1977 zur Kirchenprovinz des Erzbistums Huambo.
Am 1. August 2024 gab das Bistum Gebietsanteile zur Errichtung des Bistums Ganda ab.
Das Territorium des Bistums umfasst seit 2024 die Kreise Baía Farta, Balombo, Benguela, Bocoio, Catumbela und Lobito in der Provinz Benguela.

## Bischöfe
- Armando Amaral Dos Santos, 1970 bis 1973
- Oscar Lino Lopes Fernandes Braga, 1974 bis 2008
- Eugenio Dal Corso PSDP, 2008–2018
- António Francisco Jaca SVD, seit 2018